# Стад де Сюис
«Стад де Сюис», также раньше был известен как «Ванкдорф» (фр. Stade de Suisse, Wankdorf) — футбольный стадион в Берне, Швейцария. Домашняя арена футбольного клуба «Янг Бойз». На стадионе проходил финал чемпионата мира 1954 года, также арена являлась местом проведения матчей чемпионата Европы по футболу 2008.

## История
«Стат де Сюис» был построен в 2001 году на месте снесённого стадиона, который назывался «Ванкдорф». На нём проходил финал чемпионата мира 1954 года, в котором сборная ФРГ обыграла Венгрию.
3 августа 2001 года арена была разрушена. На её месте возведён новый многофункциональный стадион на 32 тысячи зрителей. Стадион официально открылся 30 июля 2005 года, хотя первый матч на новом, реконструированном, стадионе состоялся 16 июля 2005 года. В присутствии 14 000 зрителей хозяева, клуб «Янг Бойз» проиграли французскому клубу «Олимпик Марсель» со счётом 2:3.
В 2005 году на этом стадионе свои домашние матчи в Лиге чемпионов играл футбольный клуб «Тун», и ещё один матч 1/16 финала Кубка УЕФА в 2011 году.

## История стадиона
- 1925: завершение строительства первого стадиона в Ванкдорфе, вмещающего 22 тысячи зрителей. 8 ноября проходит первый международный матч: Швейцария — Австрия 2:0.
- 1939: вместимость расширена до 42 тысяч.
- 1954: перед чемпионатом мира 54 года вместимость увеличена до 64 тысяч мест. На стадионе проходит финал чемпионата: Германия — Венгрия 3:2.
- 1961: 31 мая на стадионе впервые проходит финал Кубка европейских чемпионов по футболу: «Бенфика» — «Барселона» 3:2.
- 1989: 10 мая проходит финал Кубка обладателей Кубков УЕФА: «Барселона» — «Сампдория» 2:0.
- 1997: на городском референдуме жители Берна голосуют за план реконструкции стадиона, предусматривающий строительство нового стадиона в районе Ванкдорфа.
- 1999: проходит конкурс на проект нового стадиона, выигранный тремя архитекторами: Rodolphe Luscher, Jean-Pierre Schwaar и Felix Rebmann.
- 2001: старый стадион полностью разобран.
- 2005: открытие новой арены.

## Хоккейный рекорд посещаемости
14 января 2007 года на обычно футбольном стадионе, был организован хоккейный матч между хоккейными клубами «Берн» и «Лангнау». В течение 53 часов после начала продажи все 30 076 билетов были проданы.